# パトリオット (プロレスラー)
パトリオット（Patriot、本名：Del Wilkes（デル・ウィルクス）、1961年12月21日 - 2021年7月1日）は、アメリカ合衆国の覆面レスラー。サウスカロライナ州コロンビア出身。
同名のリングネームを名乗ったレスラーはウィルクスを含め3名確認されているが、通常「パトリオット」といえば、その多くの場合は1990年代に全日本プロレスを主戦場に活動していたデル・ウィルクスを指すため、本項ではウィルクス扮するパトリオットについて記述する（詳細は後述）。

## 来歴
1988年、末期のAWAにおいて素顔の警備員ギミックのベビーフェイス、ザ・トルーパー（The Trooper）のリングネームでデビュー。ラリー・ズビスコやマイク・ジョージらベテラン勢と対戦してキャリアを積み、1990年8月11日にはD・J・ピーターソンと組んでデストラクション・クルー（ウェイン・ブルーム&マイク・イーノス）を破りAWA世界タッグ王座を獲得。翌1991年にAWAが活動を停止したため、結果的に彼らが第54代にして最後のAWA世界タッグ王者チームとなった。戴冠直後の1990年8月にはトルーパーとして全日本プロレスに初来日している。
その後、覆面レスラーのパトリオット（Patriot）に変身し、1991年6月よりテキサス州ダラスのGWFに参戦。スタン・レーン、ビル・アーウィン、バディ・ランデルなどから勝利を収め、同月29日にはTV王座、8月10日には北米ヘビー級王座の初代王者となる。以降、カクタス・ジャック、バッドニュース・アレン、テリー・テイラー、ジョン・テータム、ワンマン・ギャング、アクシズ・ザ・デモリッシャーらを相手に防衛戦を行い、偽物ギミックのダーク・パトリオットと抗争した。
1992年5月に全日本プロレスに参戦。星条旗を基調としたマスクとコスチューム、長身かつビルドアップされた筋骨隆々の肉体、そしてそれから繰り出されるパワフルかつスピーディーで跳躍力あふれる迫力ファイトなどで、常連外国人選手となる。小橋健太ともタッグチームを結成し、アジアタッグ王座挑戦や世界最強タッグ決定リーグ戦参戦が視野に入るほどの人気を得た。しかし、同年末の最強タッグには全日本側の都合により、小橋とのコンビでの参加は実現しなかった。そこで新パートナーとして、自身と同じ星条旗基調のコスチュームを身に付けた覆面レスラーのジ・イーグルと覆面愛国者コンビを結成し、リーグ戦に参加した。
リーグ戦では優勝を逃したが、イーグルとのコンビネーションが好評だったため、1993年6月2日に小橋健太&菊地毅の保持するアジアタッグ選手権に挑戦、勝利を収め第60代の王者チームとなる。9月9日にカンナム・エクスプレス（ダグ・ファーナス&ダニー・クロファット）に敗れ王座から陥落するが、翌年のリーグ戦にもイーグルとのタッグで出場した。
1994年にWCWへ移籍。ロード・スティーブン・リーガルとの米英抗争を経て、マーカス・アレキサンダー・バグウェルとの愛国タッグチーム「スターズ・アンド・ストライプス（Stars and Stripes）」を結成し、プリティ・ワンダフル（ポール・オーンドーフ&ポール・ローマ）からWCW世界タッグ王座を2度に渡って奪取した。
1995年、再び全日本プロレスを主戦場とする。7月に行われた三冠ヘビー級王座挑戦者決定リーグ戦に、小橋、田上明、ジョニー・エースと共に参加。挑戦権を獲得することはできなかったが、小橋からスカイハイ・パワーボムでピンフォール勝ちし、シングル・プレイヤーとしての成長を見せた。8月30日には、エースとのコンビで田上&川田利明の保持する世界タッグ王座に初挑戦するも敗退。同コンビで同年末の世界最強タッグ決定リーグ戦にも出場し、第4位となる。
1996年には、超世代軍を脱退した小橋と数年ぶりにタッグを再結成する。10月12日にスティーブ・ウィリアムス&エースの「殺人狼」が保持する世界タッグ選手権に挑戦したが敗退。同年末の世界最強タッグ決定リーグ戦にも同タッグで出場、1点差で優勝を逃し、第3位となる。
1997年5月には、同世代の小橋&エースとのトリオで新ユニット「グローバル・エネルギッシュ・タフ（GET）」を結成した。結成最初のシリーズでは小橋とエースのコンビが世界タッグ王座を獲得したが、翌シリーズにパトリオットは負傷により欠場。欠場中にアメリカのWWF（現：WWE）への移籍を発表した（移籍直前に行われたインタビューでは、日本での活動も魅力的だったが、長期間海外に遠征することで子供達との交流が出来ず、教育上良くないと思いWWFに移籍したと発言している）。
WWFでは当時ヒールに転向していたブレット・ハートとの「アメリカ対カナダ」の抗争アングルが組まれ、ブレットが保持していたWWF世界ヘビー級王座に再三挑戦。ブレット率いるハート・ファウンデーションのオーエン・ハート、ジム・ナイドハート、ブリティッシュ・ブルドッグ、ブライアン・ピルマン、さらにはハンター・ハースト・ヘルムスリー、ザ・サルタン、ベイダー、ディーロ・ブラウンとも対戦したが、負傷欠場を繰り返して解雇され、体調の回復が困難なことから1997年10月の試合を最後にレスラー活動を停止した。
レスラー引退後、大学時代から使用していたアナボリックステロイドやコカインの依存症に苦しみ、2002年に鎮痛剤の処方箋を偽造した罪で9ヶ月の間服役した。その後は自動車販売の仕事に携わっていた。
引退後はトム・ブランディにパトリオットのキャラクターを譲り渡し、彼がアメリカのインディー団体でパトリオットとして活動していた時期がある（後述）。
2021年7月1日、心臓発作により死去。59歳没。WWEもホームページで弔意を表した。

## 得意技
パトリオット・ミサイル
コーナー上から立っている相手に対し飛んでいき、トペ・スイシーダのように頭部からぶつかって相手を突き飛ばす技。トップロープからのフライング・ヘッドバット。同名のアメリカ軍の地対空ミサイルがモチーフ。
フルネルソン・バスター
パトリオット・バスター、フルネルソン・ドロップ、パトリオット・ドロップなどの名称でも呼ばれるが、全日本プロレスでは上記の技名で統一。相手の後方から羽交い締め（フルネルソン）を掛け、そのまま上方へ持ち上げる。上空で片手を離してハーフネルソンの状態にすると同時に相手の背中を下に向け、そのままマットへ倒れ込みながら相手を背中からマットへ叩き付ける。
パトリオット・ミサイルと並ぶフィニッシュ・ホールドで、手強い相手にはこちらの方がフィニッシュ率が高かった。
後に大森隆男が受け継いで、繋ぎ技として使用。パトリオット以前の使い手としては、ドイツのローラン・ボックがいる。
スカイハイ・パワーボム
高角度の両膝着地式ジャンピング・パワーボム。小橋建太からフォールを奪った実績のある、ここ一番の大技。
パトリオット・ボム
振り子式パワーボム。立っている相手の正面に立ち、前屈みして相手の股間に自らの頭部を差し入れ、同時に相手の両足首を両腕で掴む。そのまま起き上がる事により、相手を自分の背面で逆さに吊るし上げる。次に前屈みになると同時に掴んでいる相手の足を素早く下方へ引き、遠心力を利用して相手を背面からスピーディーにマットへ叩き付ける。走ってくる相手へのカウンターでも使用される。

## 獲得タイトル
アメリカン・レスリング・アソシエーション
- AWA世界タッグ王座 ：1回（w / D・J・ピーターソン） ※ザ・トルーパーとして

グローバル・レスリング・フェデレーション
- GWF TV王座：1回[9]
- GWF北米ヘビー級王座：1回[10]

全日本プロレス
- アジアタッグ王座 ：1回（w / ジ・イーグル）[11]
- 世界最強タッグ決定リーグ戦：1995年第4位（w / ジョニー・エース）、1996年第3位（w / 小橋健太）

ワールド・チャンピオンシップ・レスリング
- WCW世界タッグ王座：2回（w / マーカス・アレキサンダー・バグウェル）[13]

## 同名レスラー
トム・ブランディ版
「ジョニー・ガン」「サルバトーレ・シンシア」などのリングネームで活躍したトム・ブランディは、2000年代前半にデル・ウィルクスからパトリオットのキャラクターを受け継ぎ、アメリカのインディー団体で「ザ・パトリオット」として活動していた。
ボビー・ハート版
ボビー・ハートが1970年代に扮したパトリオットは、アメリカの漫画の主人公をモチーフにしたレスラーであった。主にアメリカのテネシー地区で活動し、全日本プロレスにも1974年1月に参戦しているが、短期間で消滅した。通称「流星仮面」。
最も古く「ザ・パトリオット」を名乗っているが、ウィルクスやブランディの扮するものとはマスクとコスチュームのデザインや形式が、星条旗をモチーフにしているという共通点があるものの、かなり異なっている。